# جون براور مينوش
جون براور مينوش (بالإنجليزية: Jon Brower Minnoch)‏ (29 سبتمبر 1941 في بينبريج آيلاند، واشنطن-10 سبتمبر 1983) هو أثقل إنسان على الإطلاق، واقترب وزنه من 635 كجم	، ثم فقد من الوزن حوالي 419 كجم.